# Thomas Campbell (Dichter)

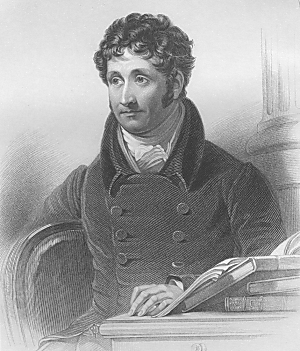
Thomas Campbell

Thomas Campbell (* 27. Juli 1777 in Glasgow; † 15. Juni 1844 in Boulogne-sur-Mer) war ein schottischer Dichter. Lord Byron schätzte Campbells Werke höher als die von Wordsworth oder Coleridge.

## Leben und Schaffen
Campbell war das jüngste von elf Kindern. Er ist benannt nach dem schottischen Philosophen Thomas Reid, mit dem sein Vater Alexander Campbell, ein Landadliger, eng befreundet war. Thomas besuchte die älteste Schule Schottlands, das kirchliche Gymnasium in Glasgow, und studierte anschließend an der örtlichen Universität. 
Die Ferien verbrachte er immer wieder in Argyllshire, woher seine Familie, der Clan Campbell, ursprünglich stammte und wo er mit dem Schreiben von Gedichten begann. Hier entstand auch Love and madness. Im Jahr 1795 ging er als Tutor nach Mull, eine Insel der Inneren Hebriden. 
1797 zog Campbell zum Jurastudium nach Edinburgh. Dort veröffentlichte er 1799 The pleasures of hope, bei dem, wie Meyers Konversationslexikon von 1885 schrieb: „melodiöse Sprache und edle Gesinnung solchen Beifall errangen, daß im ersten Jahr vier Auflagen nötig wurden.“ Es griff aktuelle Themen auf: die Französische Revolution, die Teilungen Polens, Sklaverei. 
Im Jahr 1800 reiste Campbell für einige Zeit in Deutschland, besuchte Klopstock in Hamburg und Heyne in Göttingen, wo er seine philologischen Kenntnisse erweiterte. Der Zweite Koalitionskrieg zwang ihn zur Heimkehr. Während der langen Reise entstanden The exile of Erin, Hohenlinden und Ye Mariners of England. Anlässlich des Präventivschlags gegen Dänemark eilte er zurück nach Edinburgh, wo er das patriotische Gedicht "The Battle of the Baltic" schrieb. Seiner Ballade Lochiel's Warning entstammt die Redensart „Künftige Ereignisse werfen ihre Schatten voraus“ („coming events cast their shadows before“).
Im Jahr 1802 zog er nach Sydenham bei London und veröffentlichte eine Reihe weiterer literarischer Arbeiten, unter anderem für die „Edinburgh Encyclopedia“. Den Höhepunkt seines Schaffens stellten die 1808 fertiggestellten Annals of Great Britain from the accession of George III. to the peace of Amiens dar, denen 1809 die poetische Erzählung Gertrude of Wyoming folgte, die für die Benennung des heutigen Bundesstaates Wyoming Pate stand. Seine späteren Gedichte waren untergeordneter Natur.
Nach einer zweiten Reise nach Deutschland veröffentlichte er 1818 seine Specimens of the British poets, eine mit kritischen und biographischen Anmerkungen begleitete Auswahl englischer Dichtungen. Im Jahr 1820 gründete er das „The New Monthly Magazine“, das er bis 1830 leitete. Im Jahr 1825 entwickelte er die Idee und entwarf den Plan zur Gründung der Londoner Universität, da Studenten aus religiösen Gründen oder wegen Geldmangels zunehmend vom Studium in Oxford oder Cambridge ausgeschlossen wurden.
Die University of Glasgow wählte ihn 1826 bis 1829 zu ihrem Lordrektor. Eine Reise nach Algier gab ihm 1837 Anlass zu den Letters from the South, denen die biographischen Werke Life of Mrs. Siddons (1837), Life of Petrarch (1841), Frederick the Great, his court and times (1843) folgten.
Es ist überliefert, dass er verheiratet war und seine Frau 1828 verstarb. Von ihren zwei Söhnen verstarb einer als Baby, der andere wurde geisteskrank. Campbell selbst starb am 15. Juni 1844 im französischen Boulogne-sur-Mer und wurde in der Poets’ Corner der Westminsterabtei (London) beigesetzt.